# Noguchi Hiroshi
Hiroshi Noguchi (sinh ngày 25 tháng 2 năm 1972) là một cầu thủ bóng đá người Nhật Bản.

## Sự nghiệp câu lạc bộ
Hiroshi Noguchi đã từng chơi cho Kyoto Purple Sanga và Omiya Ardija.